# Abderrahim Achakhir
Abderrahim Achakhir (Mohammedia, 15 dicembre 1986) è un calciatore marocchino, difensore o centrocampista del Raja Casablanca e della Nazionale marocchina.

## Carriera

### Inizi e FAR Rabat
Esordisce con il Chabab Mohammedia, poi nel 2012 viene acquistato dal FAR Rabat, club nel quale si dimostra uno dei migliori calciatori del campionato marocchino per diverse stagioni, dimostrandosi abile anche nel ruolo di centrocampista.

### Raja Casablanca
Con il Raja diventa subito un giocatore fondamentale sia nelle competizioni nazionali che in quelle internazionali. 
Decide di indossare la maglia numero 55 e viene impiegato soprattutto a centrocampo.

## Palmarès

### Club

#### Competizioni nazionali
- Coupe du Trone: 1 :

Raja Casablanca: 2017-2018

#### Competizioni Internazionali
- CAF Super Cup: 1

Raja Casablanca: 2019
- CAF Confederation Cup: 1

Raja Casablanca: 2018